# Проктор (Оклахома)
Проктор (англ. Proctor) — переписна місцевість (CDP) в США, в окрузі Адер штату Оклахома. Населення — 180 осіб (2020).

## Географія
Проктор розташований за координатами 35°59′2″ пн. ш. 94°43′58″ зх. д. / 35.98389° пн. ш. 94.73278° зх. д. (35.983886, -94.732867).  За даними Бюро перепису населення США в 2010 році переписна місцевість мала площу 21,92 км², з яких 21,76 км² — суходіл та 0,17 км² — водойми.

## Демографія
Згідно з переписом 2010 року, у переписній місцевості мешкала 231 особа в 102 домогосподарствах у складі 65 родин. Густота населення становила 11 особа/км².  Було 117 помешкань (5/км²).
Расовий склад населення:
| - 42,4 % — корінних американців - 37,7 % — білих - 2,2 % — осіб інших рас |

До двох чи більше рас належало 17,7 %. Частка іспаномовних становила 3,5 % від усіх жителів.
За віковим діапазоном населення розподілялося таким чином: 22,9 % — особи молодші 18 років, 56,3 % — особи у віці 18—64 років, 20,8 % — особи у віці 65 років та старші. Медіана віку мешканця становила 44,3 року. На 100 осіб жіночої статі у переписній місцевості припадало 124,3 чоловіків;  на 100 жінок у віці від 18 років та старших — 134,2 чоловіків також старших 18 років.
За межею бідності перебувало 62,8 % осіб, у тому числі 100,0 % дітей у віці до 18 років та 74,4 % осіб у віці 65 років та старших.
Цивільне працевлаштоване населення становило 84 особи. Основні галузі зайнятості: освіта, охорона здоров'я та соціальна допомога — 57,1 %, мистецтво, розваги та відпочинок — 23,8 %, публічна адміністрація — 19,0 %.